# Piesma ceramicum
Piesma ceramicum är en insektsart som beskrevs av Mcatee 1919. Piesma ceramicum ingår i släktet Piesma och familjen mållskinnbaggar. Inga underarter finns listade i Catalogue of Life.